# Урожайний провулок (Житомир)
Урожайний провулок — провулок у Корольовському районі міста Житомира.

## Характеристики
Розташований на теренах історичного району Путятинка, у місцевості, відомій як Левківка. Бере початок від Левківського провулка. Прямує на північний схід та вигинаючись напівколом з'єднується з Левківським провулком. Забудова провулка представлена житловими будинками садибного типу.    

## Історія
На мапах 1908-1909 рр., 1943 р. показаний як такий, що завершується глухим кутом. Історична назва — Левківський Глухий провулок. Забудова південного (парного) боку провулка сформувалася до початку 1940-х років. Остаточно забудова та нинішня конфігурація провулка сформувалися до 1960-х років.         